# Sceatta

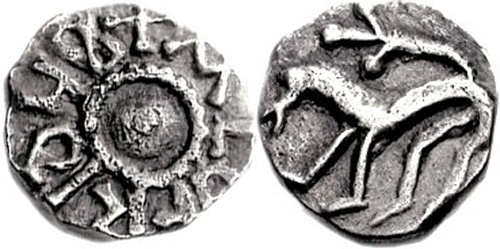
Sceatta van koning Aldfrith van Northumbria (685-705). Op de keerzijde een gestileerd dier met gevorkte staart

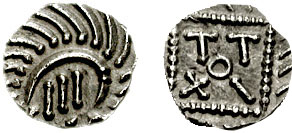
Friese sceatta uit circa 710-735

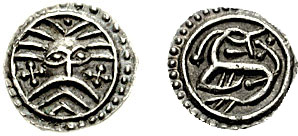
Jutland-type met Wodan en fabeldier, circa 710-720

De sceatta (meervoud sceatta's) is een zilveren munt die tussen circa 650 en 755 in gebruik is geweest en die in Engeland, Friesland en Jutland werd gemunt. Sceatta komt van een oud woord voor 'rijkdom' waar het Nederlandse 'schat' mee verwant is.
Na de val van het Romeinse Rijk keerde aanvankelijk de ruilhandel terug. Er waren nog maar weinig gouden munten in omloop. Daarna begonnen de Merovingen met de aanmaak van een kleine zilveren munt, de sceatta, die weinig meer weegt dan één gram en een middellijn heeft van ongeveer 12 mm. Soms vertonen ze runentekens, vaak helemaal geen belettering. De bekendste zijn van het 'stekelvarken-type' (porcupine), eigenlijk een sterk gestileerde kop: de haren van de kop zijn geëvolueerd naar de pennen van het 'stekelvarken'. De andere kant vertoont enkele letters in een vierkant. Het zogenaamde Wodan-type heeft een gestileerde, harige kop aan de ene kant, maar een fabeldier aan de andere kant. Maar ook abstracte geometrische patronen komen voor, of sierlijke letters die de naam van de heerser en/of de muntmeester vormen.
In de Nederlanden brachten Friese handelaren van de Rijndelta deze munt vanaf circa 700 in omloop. De sceatta's werden onder meer geslagen in Dorestad. Zij vervingen binnen korte tijd de gouden munten.
De introductie van de sceatta vormde een belangrijke bijdrage tot het herinvoeren van een geldeconomie in de vroege middeleeuwen en daarmee aan handel en economisch herstel. De munt wordt zowel op de Britse eilanden als in Scandinavië aangetroffen. Ook in het Frankische Rijk was de sceatta een wijdverspreide munt totdat Pepijn III de Korte het muntstelsel hervormde (in 755) en er Frankische munten geslagen werden.